# Donald Trumbull
Donald Edmund Trumbull (Chicago, 27 maggio 1909 – Graeagle, 7 giugno 2004) è stato un effettista statunitense, pioniere nel campo degli effetti speciali cinematografici.

## Biografia
Trumbull è nato a Chicago, Illinois. Con suo figlio, Douglas Trumbull, ha lavorato a molti progetti cinematografici. Donald Trumbull morì per cause naturali all'età di 95 anni a casa di sua figlia a Graeagle, in California.

## Film a cui ha lavorato
- Il mago di Oz (The Wizard of Oz), regia di Victor Fleming (1939)
- 2002: la seconda odissea' (Silent Running), regia di Douglas Trumbull (1972)
- Incontri ravvicinati del terzo tipo (Close Encounters of the Third Kind), regia di Steven Spielberg (1977)
- Balle spaziali (Spaceballs), regia di Mel Brooks (1987)